# Laurence Henry Hicks

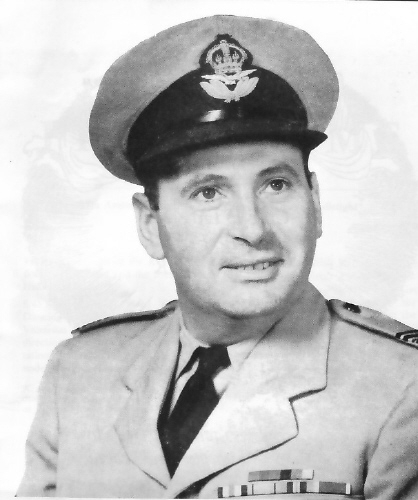
Laurence Hicks em uniforme militar, 1954.

Laurence Henry Hicks (1912–1997) foi um compositor australiano. Compôs em 1968 o Nauru Bwiema (Hino nacional de Nauru).